# قلعه‌سر علیا
قلعه‌سر، روستایی است از توابع بخش مرکزی شهرستان نکا در استان مازندران ایران و روستای قلعه‌سر در پنج کیلومتری شهرستان نکا در استان مازندران جای گرفته‌است.
- روستای قلعه سر از دو بخش (علیا و سفلا) یا (بالا و پایین) تشکیل شده‌است.
- مردم قسمت سفلا قلعه سر؛ به علت رانش زمین این منطقه مهاجرت کردن به شهرستان نکا که در آن زمان این قسمت زمین‌های شالیزاری مردم این منطقه بود.

ازمناطق دیدنی این روستا می‌توان به بقعه امامزاده محمود، حمام تاریخی قلعه سر سفلی و جنگل‌های زیبای اطراف آن با چشم‌اندازهای طبیعی نام برد.
- این روستا دارای دو امام زاده به نام‌های (امام زاده محمود و امام زاده سیده سلیمه) که از نوادگان امام سجاد (ع) می‌باشد.
- اهالی این روستا شیعه دوازده امامی می‌باشند و بیشتر مردم این روستا از سادات هستند.
- شغل مردم این روستا کشاورزی، دامداری، مرغداری و… می‌باشد.

## جمعیت
این روستا در دهستان پی رجه قرار داشته و براساس سرشماری سال ۱۳۹۵جمعیت آن ۲٬۵۰۱نفر(۶۳۰خانوار) بوده‌است.
روستای قلعه سر از توابع پی رجه به‌شمار می‌رود از لحاظ جغرافیایی از شمال نزدیک به بریجان وقسمتی به شهر نکا، ازشرق به جامخانه از غرب به زرندین وازجنوب به کوهسارکنده می‌رسد.
- بر اساس سرشماری سال ۱۳۹۵ جمعیت کل قلعه سری‌ها که در شهر نکا و در روستا قلعه سر هستند؛ نزدیک به۵۰۰۰ نفر هستند.